# يوهان فانسومرن
يوهان فانسومرن مواليد 4 فبراير 1981 في بلجيكا، هو دراج بلجيكي في صنف سباق الدراجات على الطريق. شارك في دورة الألعاب الأولمبية الصيفية.

## روابط خارجية
- يوهان فانسومرن على موقع الاتحاد الدولي للدراجات (الإنجليزية)
- يوهان فانسومرن على موقع أرشيف الدراجات (الإنجليزية)
- يوهان فانسومرن على موقع إحصائيات الدراجات الإحترافية (الإنجليزية)
- يوهان فانسومرن على موقع نسبة الدراجات (الإنجليزية)
- يوهان فانسومرن على موقع CycleBase (الإنجليزية)
- يوهان فانسومرن على موقع أوليمبيديا (الإنجليزية)